# Henry Taylor (Schwimmer)

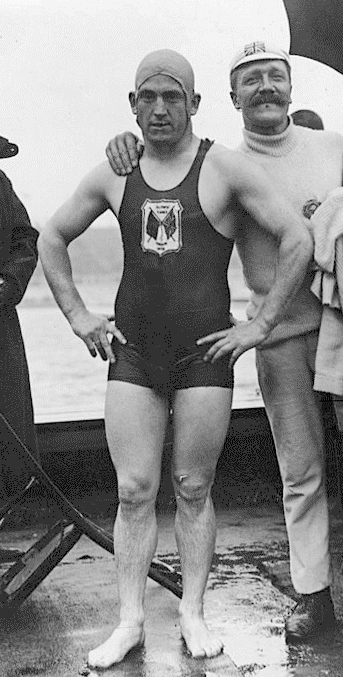
Henry Taylor, 1908

Henry Taylor (* 17. März 1885 in Oldham, Greater Manchester; † 28. Februar 1951 in Chadderton) war ein britischer Schwimmer.
Seinen ersten internationalen großen Erfolg feierte er bei den Olympischen Zwischenspielen 1906 in Athen, als er über 1500 m die Goldmedaille gewann. Zwei Jahre später konnte er diesen Triumph bei den Olympischen Spielen 1908 wiederholen. Außerdem gewann er bei diesen Spielen die Goldmedaille mit der britischen 4 × 200-m-Staffel. Bei den Olympischen Spielen 1912 in Stockholm gewann er mit der britischen 4 × 200-m-Staffel die Bronzemedaille.
Seine letzte Teilnahme an Olympischen Spielen datiert aus dem Jahr 1920. Mit seinen Erfolgen ist er der erfolgreichste britische Schwimmer bei Olympischen Spielen überhaupt. Im Jahr 1969 wurde er in die Ruhmeshalle des internationalen Schwimmsports aufgenommen.